# 玛尔塔·格嫩格
玛尔塔·格嫩格（德語：Martha Genenger，1911年11月11日—1995年8月1日），德国前女子游泳运动员。她曾代表德国参加1936年夏季奥林匹克运动会游泳比赛，获得女子200米蛙泳银牌。